# Stefan Kalbers
Stefan Kalbers (* 1972 in Stuttgart) ist ein deutscher Autor.

## Leben
Kalbers begann im Jahre 1999 damit Kurzgeschichten in kleinen Undergroundzeitschriften wie  Härter, SUBH oder Metastabil zu veröffentlichen, die dem damals aktiven Social Beat Umfeld zuzuordnen waren. Es folgten Beiträge in  Anthologien, unter anderem im Minimaltrashart Verlag aus Hamburg. 2002 erschien mit Notausgang der erste Roman im Lautsprecherverlag. Seit 2011 veröffentlicht Kalbers im Unsichtbar Verlag.
Unregelmäßige Beiträge erschienen in der Kunst-/Satirezeitschrift Pareidolia, sowie in Blank - Gesellschaft, Diskurs, Disko. Obwohl keinem bestimmten Genre verpflichtet, sind die meisten Sujets in der Gegenwart angesiedelt und spiegeln ein überwiegend pessimistisches Welt- und Menschenbild wider. Als Stilmittel dienen unter anderem schwarzer Humor, Sarkasmus, sowie surreale Überhöhung.

## Bücher
- 2002 Notausgang, Roman, Lautsprecherverlag, ISBN 3-932902-27-0
- 2005 Staub, Kurzgeschichten, Lautsprecherverlag, ISBN 3-932902-54-8
- 2008 Atmen, Roman, Ubooks, ISBN 978-3-86608-083-6
- 2009 Ein wenig sterben, Roman, Ubooks, ISBN 978-3-86608-118-5
- 2012 Flecken, Erzählungen, Unsichtbarverlag, ISBN 978-3-942920-10-0
- 2013 Notausgang (Neuauflage) Unsichtbarverlag, ISBN 978-3-942920-29-2
- 2014 Fleisch, Roman, Unsichtbarverlag, ISBN 978-3-942920-31-5
- 2016 Gefühle bewegen sich wie kleine Tiere, Roman, Unsichtbarverlag, ISBN 978-3-95791-061-5